# Teorema de Fortescue
El teorema de Fortescue o teorema de los componentes simétricas es uno de los teoremas más importantes en la ingeniería eléctrica. Se utiliza para simplificar el análisis de los sistemas de energía trifásicos no balanceados, pues permite escribir de forma general un sistema polifásico desbalanceado (con n fases) como la suma de n sistemas simétricos aplicando el principio de superposición, siempre y cuando las corrientes y tensiones del sistema se relacionen con impedancias lineales. De otro modo, el principio de superposición no es aplicable.
El teorema fue presentado por primera vez por Charles Legeyt Fortescue en un artículo presentado en 1918 titulado "Method of Symmetrical Co-Ordinates Applied to the Solution of Polyphase Networks". El artículo fue adoptado en empresas del sector eléctrico usándose en el ajuste del sistema de protecciones y dimensionamiento de equipos.
Expandiendo un diagrama de una línea para mostrar la secuencia positiva, secuencia negativa e impedancias de secuencia cero de generadores y transformadores y otros dispositivos, en el análisis las condiciones de desbalanceo de la línea sencilla a tierra por una falla o fuga de corriente de corto circuito se simplifica considerablemente. La técnica también puede extenderse su uso para sistemas con mayor cantidad de fases.
Físicamente, en un sistema trifásico, un conjunto de corrientes positivas producen un campo rotatorio normal, un conjunto de corrientes negativas producen un campo con rotación opuesta y la secuencia cero produce un campo que oscila pero no gira. Desde que estos efectos pueden ser detectados físicamente, la herramienta matemática llegó a ser la base para el diseño de relevadores de protección, los cuales usan voltaje y corrientes de secuencia negativa como un indicador confiable de condiciones de falla. Dichos relevadores deben ser usados para activar los disyuntores o interruptores automáticos o seguir otros pasos para proteger sistemas eléctricos.
La técnica analítica fue adoptada y mejorada por ingenieros de General Electric y Westinghouse y después de la Segunda Guerra Mundial, el método fue aceptado para el análisis de sistemas asimétricos.

## Demostración
El estudio de máquinas eléctricas rotativas depende en gran parte del sistema de coordenadas elegido. Según donde se han elegido tres fasores cooplanares y congruentes en un punto, existen seis grados de libertad: la magnitud y ángulo para cada uno de ellos. Si se elige por ejemplo una condición que puede ser que la suma de los tres fasores sea nula, uno de estos está determinado por la suma de los otros dos, con lo que se han eliminado dos grados de libertad.
Para un sistema general de {\displaystyle n} fasores coplanares y congruentes en un punto, por tanto, existirán {\displaystyle 2\cdot n} grados de libertad. Es posible, por medio de una transformación escribir los {\displaystyle n} vectores como {\displaystyle n} sistemas con un punto en común.

## Aplicación en sistemas trifásicos
Este teorema es usado de forma intensiva en el análisis de fallas en sistemas de potencia trifasicos y en el análisis de máquinas eléctricas trifasicas bajo condiciones no balanceadas. 
El teorema de Fortescue establece que si se tiene un sistema trifasico cualquiera donde sus componentes simples sean {\displaystyle I_{a}}, {\displaystyle I_{b}} e {\displaystyle I_{c}}, el sistema se puede representar de la siguiente manera así:

{\displaystyle I_{a}=I_{a}^{0}+I_{a}^{+}+I_{a}^{-}}

{\displaystyle I_{b}=I_{b}^{0}+I_{b}^{+}+I_{b}^{-}}

{\displaystyle I_{c}=I_{c}^{0}+I_{c}^{+}+I_{c}^{-}}

donde {\displaystyle I_{a}^{0}}, {\displaystyle I_{b}^{0}}, {\displaystyle I_{c}^{0}} constituyen un sistema en el cual {\displaystyle I_{a}^{0}}={\displaystyle I_{b}^{0}}={\displaystyle I_{c}^{0}} (iguales en magnitud y en fase). {\displaystyle I_{a}^{+}}, {\displaystyle I_{b}^{+}}, {\displaystyle I_{c}^{+}} constituyen un sistema de secuencia positivo, en el cual se cumple que {\displaystyle I_{b}^{+}=a^{2}\cdot I_{a}^{+}} y {\displaystyle I_{c}^{+}=a\cdot I_{a}^{+}}.
De forma matemática el teorema se escribe como sigue;

{\displaystyle {\begin{pmatrix}I_{a}\\I_{b}\\I_{c}\\\end{pmatrix}}={\begin{pmatrix}1&1&1\\1&a^{2}&a\\1&a&a^{2}\\\end{pmatrix}}{\begin{pmatrix}I_{a}^{0}\\I_{a}^{+}\\I_{a}^{-}\\\end{pmatrix}}}

Donde {\displaystyle I_{a}}, {\displaystyle I_{b}} e {\displaystyle I_{c}} representan el sistema desbalanceado que se quiere representar como uno equilibrado, {\displaystyle I_{a}^{+}} se denomina sistema de secuencia positiva o directa, {\displaystyle I_{a}^{-}} sistema de secuencia negativo inversa e {\displaystyle I_{a}^{0}} sistema de secuencia cero u homopolar. El operador a representa el desfase 120°. Su valor es {\displaystyle a={\frac {-1+j{\sqrt {3}}}{2}}}. Aunque el signo de este desfase será diferente en función de si operamos con senos o cosenos. Esto se debe a que el desfase entre seno y coseno es de 90°.
Para que exista componente de secuencia homopolar el sistema tiene que ser desequilibrado (suma de los componentes del sistema no nula).